# Víctor Torres Mestre
Víctor Manuel Torres Mestre (ur. 31 grudnia 1970 w Madrycie) – hiszpański piłkarz występujący na pozycji obrońcy, a także trener.

## Kariera piłkarska
Torres Mestre karierę rozpoczynał w Realu Madryt B, grającym w Segunda División B. W marcu 1991 rozegrał dwa ligowe spotkania w pierwszej drużynie Realu. W Primera División zadebiutował 2 marca 1991 w przegranym 0:1 meczu z Cádiz CF. W sezonie 1990/1991 awansował z rezerwami Realu do Segunda División. W styczniu 1993 przeszedł do CD Logroñés, grającego w Primera División i wystąpił tam w jednym ligowym meczu.
W połowie 1993 roku odszedł do drugoligowego Espanyolu i już w debiutanckim sezonie 1993/1994 awansował z nim do wyższej ligi. 8 maja 1996 w wygranym 5:0 ligowym pojedynku z Realem Oviedo strzelił swojego jedynego gola w zawodowej karierze. W sezonie 1995/1996 zajął z klubem 4. miejsce w Primera División, wobec czego w następnym występował w Pucharze UEFA. Zagrał w dwumeczach z APOEL-em i Feyenoordem, a Espanyol odpadł z rozgrywek w II rundzie.
W 1998 roku odszedł do francuskiego Girondins Bordeaux. Pierwszy mecz w Division 1 rozegrał 8 sierpnia 1998 przeciwko Paris Saint-Germain F.C. (3:1). W sezonie 1998/1999 zdobył z klubem mistrzostwo Francji. Wystąpił też w 7 spotkaniach Pucharu UEFA (z Rapidem Wiedeń, SBV Vitesse, Grasshopper Club Zürich i Parmą), zakończonego przez Bordeaux na ćwierćfinale.
W 1999 roku wrócił do Hiszpanii, gdzie w sezonie 1999/2000 grał w zespole Deportivo Alavés z Primera División. W następnym był zaś zawodnikiem Realu Betis (Segunda División). W 2001 roku przeszedł do portugalskiego Varzim SC, w którego barwach w sezonie 2001/2002 zagrał trzy razy w Primeira Liga. Następnie reprezentował barwy drużyn z niższych lig hiszpańskich – czwartoligowego CF Sporting Mahonés oraz CE Premià z piątej ligi. W 2006 roku zakończył karierę.

## Statystyki
| Rozgrywki          | Poziom | Kraj       | Mecze | Bramki |
| ------------------ | ------ | ---------- | ----- | ------ |
| Primera División   | I      | Hiszpania  | 185   | 1      |
| Segunda División   | II     | Hiszpania  | 89    | 0      |
| Segunda División B | III    | Hiszpania  | 29    | 0      |
| Division 1         | I      | Francja    | 24    | 0      |
| Primeira Liga      | I      | Portugalia | 3     | 0      |
| Puchar UEFA        | –      | –          | 11    | 0      |

## Kariera trenerska
W sezonie 2011/2012 Torres Mestre prowadził zespół CD Badajoz z Segunda División B.